# UMKS Kielce
UMKS Kielce – polski klub koszykarski z siedzibą w Kielcach. Spadkobierca tradycji Cersanitu Nomi Kielce, grającego w sezonie 1999/2000 w Polskiej Lidze Koszykówki. 

## Aktualny skład
| Nr | Poz. | Nar.   | Nazwisko i imię    | Data urodzenia | Wzrost | Masa ciała |
| -- | ---- | ------ | ------------------ | -------------- | ------ | ---------- |
| 4  | G    | Polska | Bacik, Paweł       | 1988-05-22     | 187 cm |            |
| 15 | SF   | Polska | Busz, Artur        | 1988-06-01     | 194 cm | 76 kg      |
| 9  | SF   | Polska | Fąfara, Łukasz     | 1984-12-05     | 193 cm |            |
| 6  | G    | Polska | Walczyk, Paweł     | 1984-07-01     | 186 cm | 82 kg      |
|    | SF   | Polska | Król, Rafał        | 1987-10-27     | 198 cm | 93 kg      |
| 13 | SF   | Polska | Lewandowski, Jakub | 1992-02-15     | 189 cm |            |
| 5  | PG   | Polska | Makuch, Hubert     | 1985-06-21     | 179 cm |            |
| 12 | PF   | Polska | Miernik, Wojciech  | 1988-11-24     | 190 cm |            |
| 7  | F    | Polska | Osiakowski, Piotr  | 1992-04-21     | 198 cm |            |
| 10 | G    | Polska | Tokarski, Damian   | 1988-05-15     | 191 cm |            |
| 14 | PF   | Polska | Wróbel, Marcin     | 1988-05-15     | 200 cm |            |

Trener:  Rafał Gil
 Asystenci: -  Wiktoria Maciejewska

## Historia klubu
W sezonie 1994/1995 klub uczestniczył w rozgrywkach II ligi, rozgrywając w niej trzy mecze, w których odniósł jedno zwycięstwo. Rok później zespół rywalizował w I lidze, zajmując w tabeli trzecią lokatę. Przez następne dwa lata drużyna plasowała się w czołówce zespołów zaplecza Polskiej Ligi Koszykówki, a w sezonie 1998/1999 pod szyldem Cersanit Nomi Kielce wygrywając ze Stalą Stalowa Wola w play-offach zapewniła sobie awans do ekstraklasy. Historyczne rozgrywki kielecki klub zakończył na siódmej pozycji, jednakże właściciel, Michał Sołowow zrezygnował z dalszego wspierania drużyny. 
W 2000 roku klub pozyskał nowego sponsora, francuską firmę Lafarge Nida Gips. Zespół złożony głównie z zawodników pochodzących z Kielc wygrał rozgrywki III ligi i awansował szczebel wyżej. W II lidze drużyna należała do czołowych zespołów. W 2003 roku klub otrzymał propozycję występów w I lidze, dzięki "dzikiej karcie". Nie udokumentował jednak 400 tys. zł budżetu i nie zapłacił 25 tys. zł wpisowego. Zespół pozostał więc w II lidze, a po zakończeniu sezonu 2003/2004 zmienił nazwę na UMKS Kielce. Pod nią występuje obecnie i zalicza się do czołowych drugoligowych ekip.
W 2012 roku klub wywalczył długo oczekiwany awans do pierwszej ligi, pokonując w finałach play-off PWiK Piaseczno.

### Sezon 1999/2000

#### Rozgrywki
W sezonie 1998/1999 klub pod wodzą Stanisława Dudzika uczestniczył w rozgrywkach I ligi i zajął w nich pierwsze miejsce. Następnie spotkał się w barażach ze Stalą Stalowa Wola, którą pokonał, co pozwoliło awansować do Polskiej Ligi Koszykówki. Nowym trenerem zespołu został Serb Stefan Tot. Drużynę zasili także zawodnicy zagraniczni, m.in. Vlatko Ilić – wicemistrz Polski z 1999 roku w barwach Nobilesu Włocławek. Cersanit zainaugurował rozgrywki sezonu 1999/2000 domowym meczem z innym beniaminkiem, Brokiem Alkpolem Słupsk. Spotkanie rozpoczęło się od celnych rzutów Derricka Hayesa i Igora Milicicia, lecz następnie to rywale przejęli inicjatywę i ostatecznie zwyciężyli 82:60.
W kolejnym pojedynku Cersanit odniósł pierwsze zwycięstwo w Polskiej Lidze Koszykówki – po zaciętym meczu pokonał na wyjeździe Pogoń Rudę Śląską jednym punktem. Następne spotkania przyniosły kolejne wygrane drużyny z Kielc. Po zwycięstwie w siódmej kolejce z Bobrami Bytom drużyna stała się niespodziewanym liderem ligi. Do końca pierwszej rundy Cersanit uległ jeszcze jedynie Zepterowi Śląsk Wrocław, późniejszemu mistrzowi Polski. W rundzie rewanżowej klub nie prezentował się tak dobrze, ostatecznie zajmując w tabeli siódmą lokatę. Z niej przystąpił do meczów play-off, w których na początku spotkał się z Hoopem Pekaes Pruszków. Zaciętą rywalizację przegrał 2:3, następnie w pojedynkach o miejsca 5-8 nie sprostał Pogoni Ruda Śląska. Na koniec kieleccy koszykarze zwyciężyli Broki Alkpol Słupsk i ostatecznie zakończyli rozgrywki na siódmym miejscu. Kilka tygodni później główny udziałowiec, Michał Sołowow zrezygnował z dalszego wspierania klubu.
W sezonie 1999/2000 liderem kieleckiej drużyny był amerykański koszykarz, Derrick Hayes. Imponował skutecznością – był jednym z najlepiej rzucających w lidze. Wystąpił także w corocznym Meczu Gwiazd PLK. Pierwszym rozgrywającym był Igor Milicić, który niejednokrotnie podrywał swój zespół do walki. Rolę środkowego pełnił Kordian Korytek. Do czołowych zawodników należeli także Deon Watson, potrafiący efektownie zablokować rywala oraz dobrze rzucający z dystansu Vlatko Ilić.

#### Kadra w sezonie 1999/2000
Opracowano na podstawie materiału źródłowego.
| poz. | nar.              | Imię i nazwisko    | wzrost |
| ---- | ----------------- | ------------------ | ------ |
| O    |                   | Vojkan Bencić      | 196 cm |
| O    | Stany Zjednoczone | Derrick Hayes      | 192 cm |
| S    |                   | Vlatko Ilić        | 201 cm |
| S    | Polska            | Grzegorz Kij       | 200 cm |
| C    | Polska            | Kordian Korytek    | 212 cm |
| S    | Polska            | Marcin Kuzian      | 203 cm |
| O    | Chorwacja         | Igor Milicić       | 194 cm |
| O    | Polska            | Mirosław Rajkowski | 187 cm |
| S    | Polska            | Grzegorz Sowiński  | 197 cm |
| O    | Polska            | Robert Szczerbała  | 172 cm |
| S    | Stany Zjednoczone | Deon Watson        | 203 cm |
| S    | Polska            | Sławomir Woldan    | 198 cm |
| S    | Polska            | Wojciech Żurawski  | 199 cm |
| C    | Stany Zjednoczone | Richmond McIver    | 208 cm |